# Shion Homma
Shion Homma (Murakami, 9 augustus 2000) is een Japans voetballer.

## Clubcarrière
Homma genoot zijn jeugdopleiding bij Albirex Niigata. Op 31 mei 2017 maakte hij zijn officiële debuut in het eerste elftal van de club: in de J.League Cup-wedstrijd tegen Vissel Kobe (0-1-verlies) liet trainer Wagner Lopes hem in de 77e minuut invallen voor Sho Naruoka. Op 15 september 2018 maakte hij zijn officiële debuut in de J2 League: Homma viel tegen Zweigen Kanazawa in de 80e minuut bij een 1-1-tussenstand in voor Arata Watanabe en legde in de blessuretijd de 2-1-eindscore vast. Mettertijd groeide Homma bij Albirex Niigata uit tot een vaste waarde. Sinds de zomer van 2022 speelt hij bij Club Brugge waar hij een vaste speler is bij het beloftenelftal Club NXT. Hij maakte zijn debuut voor het eerste elftal van Brugge tegen Union in de laatste wedstrijd van het seizoen. Toen Union virtueel kampioen was, kwam Homma in minuut 88 Rits aflossen. 5 minuten, en een goal en een assist later was hij niet langer die onbekende Japanner, maar wel Shion Homma, de Union-killer. Een vaste bijnaam waar hij sinds die dag in België mee door het leven gaat.

## Clubstatistieken
| Seizoen | Club            | Land            | Competitie            | Competitie | Competitie | Beker | Beker | Internationaal | Internationaal | Totaal | Totaal |
| Seizoen | Club            | Land            | Competitie            | Wed.       | Dlp.       | Wed.  | Dlp.  | Wed.           | Dlp.           | Wed.   | Dlp.   |
| ------- | --------------- | --------------- | --------------------- | ---------- | ---------- | ----- | ----- | -------------- | -------------- | ------ | ------ |
| 2017    | Albirex Niigata | Vlag van Japan  | J1 League             | 0          | 0          | 1     | 0     | —              | —              | 1      | 0      |
| 2018    | Albirex Niigata | Vlag van Japan  | J2 League             | 1          | 1          | 4     | 0     | —              | —              | 5      | 1      |
| 2019    | Albirex Niigata | Vlag van Japan  | J2 League             | 28         | 3          | 1     | 0     | —              | —              | 29     | 3      |
| 2020    | Albirex Niigata | Vlag van Japan  | J2 League             | 40         | 7          | 0     | 0     | —              | —              | 40     | 7      |
| 2021    | Albirex Niigata | Vlag van Japan  | J2 League             | 32         | 5          | 2     | 1     | —              | —              | 34     | 6      |
| 2022    | Albirex Niigata | Vlag van Japan  | J2 League             | 22         | 5          | 0     | 0     | —              | —              | 22     | 5      |
| 2022/23 | Club NXT        | Vlag van België | Challenger Pro League | 23         | 4          | 0     | 0     | —              | —              | 23     | 4      |
| 2022/23 | Club Brugge     | Vlag van België | Jupiler Pro League    | 2          | 1          | 0     | 0     | 0              | 0              | 2      | 1      |
| Totaal  | Totaal          | Totaal          | Totaal                | 148        | 26         | 8     | 1     | 0              | 0              | 156    | 27     |